# 米哈伊爾·圖哈切夫斯基

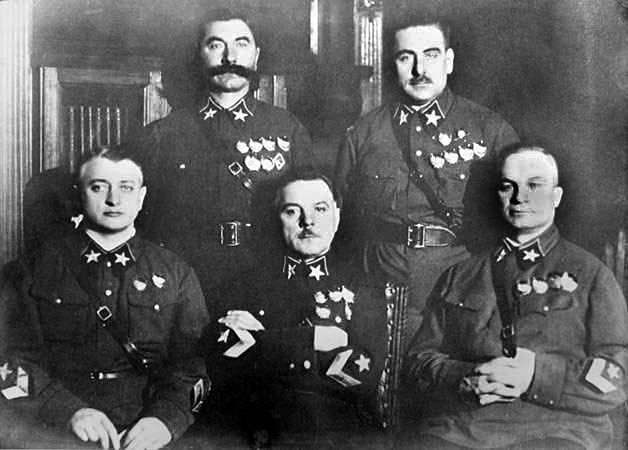
苏联最初的五位元帅，前排左一为图哈切夫斯基元帅

米哈伊爾·尼古拉耶維奇·圖哈切夫斯基（俄语：Михаил Николаевич Тухачевский；1893年2月16日—1937年6月11日），苏联红军总参谋长（1925年11月13日－1928年5月5日）、苏联元帅，为苏联军事理论纵深作战作出重大贡献。
从1920-1921年，他参与指挥了波苏战争，击退了波兰军队，但最终兵败华沙城外，战争以苏俄战败告终。此次失败让图哈切夫斯基发现苏俄军队的重大缺陷，为此后的纵深作战理论提供了基础，并促使了苏联军队的现代化，使得苏联装甲部队、空军、机械化部队以及伞兵部队有了很大发展。1925-1937年，担任苏联红军总参谋长。在1937年的圖哈切夫斯基案中，他被屈打成招判决有罪，并于1937年6月11日处死。斯大林死后，赫鲁晓夫終為其平反。

## 生平
1893年2月16日，图哈切夫斯基出生于斯摩棱斯克一个沙俄贵族家庭。1909年迁居莫斯科，后进入亚历山大军官学校；1914年7月毕业，获少尉军衔，入军队服役。
第一次世界大戰中，图哈切夫斯基随军进入东线作战，曾六次獲奖。1915年2月被德军俘虏，因多次试图逃跑，被关押在英戈尔施塔特，并在监狱中和同被俘虏的戴高乐关押在同一间牢房。1917年返回苏联。
1918年，由列夫·达维多维奇·托洛茨基介绍加入俄国共产党（布尔什维克），任职于全俄苏维埃中央执行委员会军事部。6月，他受命筹建第一集团军，後率军在俄国内战中立下战功。25岁时已任方面军司令。1920年初，图哈切夫斯基接任高加索战线司令，打赢叶戈尔雷克战役和北高加索战役。4月，图哈切夫斯基升任西部战线司令，与波兰军队作战；因斯大林及叶戈罗夫的推诿不援，失利。1921年，图哈切夫斯基担任第七集团军司令，镇压了国内的喀琅施塔得起义和坦波夫起义。
1925年，32岁的图哈切夫斯基就任苏联红军总参谋长。1935年获元帅军衔时仅42岁，其军事才华广为人所称道：斯大林暱称他“小拿破仑”。:221-2221930年9月，缅任斯基领导的国家政治保卫总局强迫两位军官作证称图哈切夫斯基企图发动军事政变推翻政治局。缅任斯基就此事向正在索契度假的斯大林写信，斯大林不置可否。
蔣經國在莫斯科時曾經向图哈切夫斯基學習軍事作戰及游擊戰等戰術。
1936年1月至2月，与李维诺夫访问英国伦敦，为期13天，悼念刚刚去世的英国国王乔治五世，途中在德国柏林停留。在伦敦，与毛利斯·甘莫林和英国外交大臣艾登会谈，涉及了德国的威胁，和苏、英、法三国结盟，英国方面不置可否。回程中访问法国巴黎。
但不久後，图哈切夫斯基被卷入苏共的大清洗。1937年的图哈切夫斯基案中，他以间谍罪被捕；6月11日，以伏罗希洛夫、布琼尼、布留赫尔、维辛斯基等人组成的特别军事法庭判处其死刑并即时枪决。与他一并被枪决的还有前基辅特别军区司令亚基尔、前白俄罗斯军区司令乌博列维奇等七人。当他的判决书出来时，斯大林正和莫洛托夫、卡冈诺维奇及叶若夫等待，根本不看内容就签字同意。:225
直到1956年苏共二十大，才得以平反。

### 引用
1. 1 2  Simon Sebag Montefiore. . Knopf Doubleday Publishing Group. 2007-12-18  [2013-10-18]. ISBN 978-0-307-42793-9. （原始内容存档于2013-12-31）.

## 外部連結
- 馬克思主義百科全書 （页面存档备份，存于）
- The links in the chain of death (Polish historian Professor Pawel Wieczorkiewicz discusses the Red Army purges)
- The Tukhachevsky trial and the anti-Communist conspiracy (Pro-Stalin)
- Tukhachevsky at Spartacus Schoolnet (Trotskyist)
- 紅軍的拿破崙 （页面存档备份，存于）
- 图哈切夫斯基在列寧格勒 （页面存档备份，存于）